# 林国光
林国光祖籍廣東惠來靖海。香港商人，中共政治人物，揭陽市原政協委員林寶喜的兒子。

## 生平
任揭陽市政協委員、政協揭陽市第六屆委員會顧問、新疆西域香源科技有限责任公司董事、香港国丰国际有限公司董事长、香港潮人联会永遠榮譽會長、香港惠来同乡会理事长。